# Fitness Boxing
Fitness Boxing (в Японии известная как Fit Boxing (яп. フィットボクシング Фитто Бокусингу)) — музыкальная видеоигра жанра здоровье и спорт, разработанная японской компанией Imagineer и изданная Nintendo для консоли Nintendo Switch Игра была выпущена 20 декабря 2018 года в Японии, 21 декабря 2018 года в Европе и Австралии и 4 января в Северной Америке.

## Игровой процесс
Игрок должен совершать удары руками и уклонения под ритм музыкальной композиции, удерживая в руках контроллеры Joy-Con. Игра предлагает набор упражнений для выбранного игроком типа тренировок (физическая нагрузка, поддержание формы или кардио), постепенно увеличивая нагрузку. Игрок должен задать рост и вес (со временем игра будет предлагать корректировать данные), после чего сможет отслеживать индекс массы тела и физический возраст, вычисляемый игрой. В зависимости от них игра будет выбирать разные типы ежедневных тренировок. Также игроку доступны свободные тренировки и разучивание движений и ударов. На старте в игру включена 21 композиция (одна создана специально для игры, остальные 20 являются аранжировками популярных песен), изначально игроку доступны лишь три. За выполнение каждого курса (кроме растяжки, которую можно выполнить до и после ежедневной тренировки) игрок получает оценку, определяемую количеством точных ударов. Игра отслеживает расход калорий и количество нанесённых ударов, представляя прогресс на встроенном календаре. За нанесение определённого количества ударов и выполнение ежедневных тренировок несколько дней подряд игрок получает внутриигровые подарки в виде одежды для тренеров (и новых композиций за первую тренировку под одну из доступных).
На выбор доступно 6 инструкторов (4 женщины и 2 мужчин):
- Лин — в японской версии озвучивает Саори Хаями.
- Эван — в японской версии озвучивает Юити Накамура.
- Мартина — в японской версии озвучивает Сумирэ Уэсака.
- Софи — в японской версии озвучивает Ами Косимидзу.
- Лаура — в японской версии озвучивает Ацуко Танака.
- Бернардо — в японской версии озвучивает Акио Оцука.

Стандартный инструктор — Лин, заменить инструктора или поменять ему/ей одежду или внешность (цвет волос, кожи и глаз) можно из главного меню. Инструкторы подсказывают игроку, какие действия он должен выполнять, голосом (доступны японская и английская озвучки) и своим примером (можно настроить зеркальное и обычное отображение модели).

### Музыка
Композиции, представленные в игре:
- 5 Seconds of Summer — «She Looks So Perfect»
- Аврил Лавин — «Girlfriend»
- Aqua — «Cartoon Heroes»
- The Buggles — «Video Killed the Radio Star»
- Джастин Бибер ft. Ludacris — «Baby»
- Карли Рэй Джепсен — «Call Me Maybe»
- Келли Кларксон — «Stronger (What Doesn't Kill You)»
- Lady Gaga — «Bad Romance»
- Lady Gaga — «Born This Way»
- Lipps Inc. — «Funkytown»
- LMFAO — «Party Rock Anthem»
- Maroon 5 ft. Кристина Агилера — «Moves Like Jagger»
- Maroon 5 — «Sugar»
- Меган Трейнор — «All About That Bass»
- The Nolans — «I'm In the Mood for Dancing»
- One Direction — «Live While We're Young»
- Owl City и Карли Рэй Джепсен — «Good Time»
- Pitbull и Ke$ha — «Timber»
- T. Rex — «20th Century Boy»
- Walk the Moon — «Shut Up and Dance»

## Разработка
Imagineer анонсировала игру 14 июня 2018 года.
В конце сентября компания раскрыла дату выхода игры в Японии, а в начале октября — в Северной Америке и Европе. Также были опубликованы скриншоты игрового процесса. В конце октября Imagineer выложила первое видео игрового процесса на своём канале в YouTube.

## Рекламная кампания
Демо-версия игры была опубликована в Nintendo eShop 29 ноября 2018 года для Европейского региона и 13 декабря того же года для Северо-Американского.
Электронная и физическая версии игры поступили в продажу 20 декабря 2018 года в Японии, на следующий день в Европе и Австралии и 4 января 2019 года в Северной Америке.
15 января 2019 года в офисе Nintendo в Нью-Йорке состоялась рекламная презентация игры, проведённая популярным Instagram-фитнес-мотиватором Ники Класник, на которой она и другие женщины играли в Fitness Boxing.

## Критика
Fitness Boxing получила смешанно-позитивные отзывы критиков, набрав 66 баллов из 100 на Metacritic .
Nintendo Life поставило игре 8 из 10, сказав: «она не заменит вам часы работы в тренажёрном зале, но всё же приведёт вас к здоровому и активному образу жизни, причём дешевле абонемента в зал». Nintendo World Report оценило игру на 7,5/10, похвалив за наличие разнообразных упражнений для игроков с разным уровнем подготовки, но обозревателю не понравилось малое число композиций. Nintendo Wire присудило Fitness Boxing 7 из 10, отметив неплохой выбор ударов и возможность отслеживать свой прогресс, но раскритиковало небольшой набор фраз у тренеров и музыкальных композиций.
DualShockers поставило Fitness Boxing 6,5 из 10, отметив кажущуюся неаккуратность игры: «Иногда контроллеры неверно регистрируют движения», но похвалило игру, назвав «прекрасным выбором для людей, которые хотят вести активную жизнь». Reno Gazette-Journal оценило игру на 6 из 10, назвав «хорошим фитнес-приложением, но плохой игрой».

## Сиквелы

### Fitness Boxing 2: Rhythm & Exercise
17 сентября 2020 года во время презентации Nintendo Direct Mini было объявлено о выпуске продолжения 4 декабря 2020 года и открытии предзаказа на игру после окончания презентации. В сиквел вошли переработанные программы тренировок, а также новые мелодии и тренеры. Прогресс можно перенести из первой игры, появились достижения. Сиквел вышел под названием Fitness Boxing 2: Rhythm & Exercise. В игру добавили трёх новых тренеров:
- Карен (озвучивает Акари Кито);
- Хиро (озвучивает Акира Исида);
- Джанис (озвучивает Риэ Кугимия).

Список композиций был полностью обновлён; помимо трёх, написанных специально для игры, «Aim High», «Birdsong» и «South Nocturne» (при их использовании доступна запись видео), присутствуют:
- AronChupa — «I’m an Albatraoz»
- Bananarama — «Venus»
- Bon Jovi — «It’s My Life»
- Darude — «Sandstorm»
- Earth, Wind & Fire — «Boogie Wonderland»
- Macklemore & Райан Льюис — «Can’t Hold Us»
- Marshmello — «Alone»
- One Direction — «What Makes You Beautiful»
- Steppenwolf — «Born to Be Wild»
- Swedish House Mafia ft. Джон Мартин — «Don’t You Worry Child»
- The Chainsmokers & Coldplay — «Something Just Like This»
- Village People — «Y.M.C.A.»
- Ариана Гранде ft. Zedd — «Break Free»
- Джастин Бибер ft. Ники Минаж — «Beauty and a Beat»
- Джесси Джей, Ариана Гранде & Ники Минаж — «Bang Bang»
- Кэти Перри — «Hot n Cold»
- Мартин Гаррикс — «Animals»
- Пинк — «So What»
- Синди Лопер — «Girls Just Want to Have Fun»
- Эд Ширан — «Castle On The Hill»

4 ноября 2021 года в качестве DLC во вторую игру был добавлен ещё один тренер-мужчина Гай, озвученный в японской версии Хикару Мидорикавой. Также в игру добавили платные DLC с музыкой: одно содержит десять тем каждого из тренеров, второе — три песни из аниме:
- «Mezase, Pokemon Master» (оригинальная японская вступительная заставка «Покемона»)
- «A Cruel Angel’s Thesis» (песня из вступительной заставки «Евангелиона»
- «Cha-La Head Cha-La» (песня из вступительной заставки «Жемчуг дракона Z»)[21]

### Коллаборационные игры
В сентябре 2022 года было объявлено о скором выходе третьей игры серии — Fitness Boxing Fist of the North Star, тренерами в которой выступили персонажи аниме и манги «Кулак Полярной звезды», а геймплей пополнился новым «боевым» режимом. Выход игры произошёл 22 декабря 2022 года в Японии и в марте 2023 в остальном мире.

### Fitness Boxing 3 Your Personal Trainer
Третья номерная игра, Fitness Boxing 3 Your Personal Trainer, вышла 5 декабря 2024 года. Из нововведений: новые режимы игры, возможность побщаться с тренерами, лобби, в котором можно провести время между тренировкамиСтраница игры в Nintendo eShop (англ.). Nintendo eShop. Дата обращения: 18 декабря 2024.</ref>. Тренеров снова стало шесть; из прошлых остались Лин, Бернардо, Эван и Гай, появились Моника (в японской версии озвучивает Ай Файруз) и Стелла (в японской версии озвучивает Дзюнко Минагава), также было анонсировано добавление в марте 2025 года ещё одного инструктора, Хиро (в японской версии озвучивает Акира Исида).
Песни, звучащие в этой части:
- A-ha — «Take On Me»
- Coldplay — «Viva la Vida»
- Eric B. & Rakim — «Don’t Sweat the Technique»
- Fall Out Boy — Sugar, We're Goin Down
- Kiss — «I Was Made for Lovin’ You»
- OneRepublic — «Counting Stars»
- The Kid Laroi и Джастин Бибер — «Stay»
- The Monkees — «I’m a Believer»
- Бритни Спирс — «…Baby One More Time»
- Мадонна — «Material Girl»
- Билли Айлиш — «Bad Guy»
- Ylvis — «The Fox (What Does the Fox Say?)»
- Алан Уокер — «The Spectre»
- Кайли Миноуг — «I Should Be So Lucky»
- Кенни Логгинс — «Danger Zone»
- Рей Паркер (младший) — «Ghostbusters»
- Рик Джеймс — «Super Freak»
- Тейт Макрей — «She’s All I Wanna Be»
- Оливер Три и Робин Шульц — «Miss You»
- Элтон Джон — «I’m Still Standing»

## Продажи
За период с 7 по 13 января в Японии было продано 3024 физические копии игры, что позволило игре занять 20 место в японском рейтинг игр для Nintendo Switch.
По состоянию на 6 марта 2020 года по всему миру было продано более 600 тысяч копий игры.
Вторая часть продалась тиражом 500 000 экземпляров за первый месяц продаж, к июлю 2021 года количество проданных копий увеличилось до 800 000.

## Аниме
В августе 2021 года было объявлено о съёмках двенадцатисерийного аниме-сериала об инструкторах из игры, длительность каждой серии составляет около 5 минут. Сэйю вернулись к своим ролям. Студия Solid Cube использует ту же технологию захвата движений, что и игры. Автором сценария и режиссёром аниме стал Дзюмпэй Морита, композитором — Юсукэ Сирато. Трансляция началась 1 октября на Tokyo MX и потоковых сервисах.

## Внешние ссылки
- imagineer.co.jp/package_game/fitboxing/ — официальный сайт Fitness Boxing
- Игра на сайте Nintendo